# Saurauia aequatoriensis
Espèce
Synonymes
- Saurauia aequatoriensis var. glabrata Buscal.[1]
- Saurauia rhamnifolia Killip[1]

Statut de conservation UICN

 LC  : Préoccupation mineure
Saurauia aequatoriensis est une espèce de plantes à fleurs de la famille des Actinidiaceae.

## Liste des variétés
Selon Tropicos (12 avril 2019) (Attention liste brute contenant possiblement des synonymes) :
- variété Saurauia aequatoriensis var. boliviana Buscal.
- variété Saurauia aequatoriensis var. gibbosa Buscal.
- variété Saurauia aequatoriensis var. glabrata Buscal.
- variété Saurauia aequatoriensis var. longepetiolata Buscal.

## Publication originale
- Transactions of the Botanical Society of Edinburgh 22: 426. 1904.